# École américaine pour les sourds
L'École américaine pour les sourds (American School for the Deaf abrégée en ASD) est la plus ancienne école pour les sourds des États-Unis. Elle a été fondée le 15 avril 1817 à Hartford, Connecticut par Thomas Hopkins Gallaudet et Laurent Clerc.

## Histoire

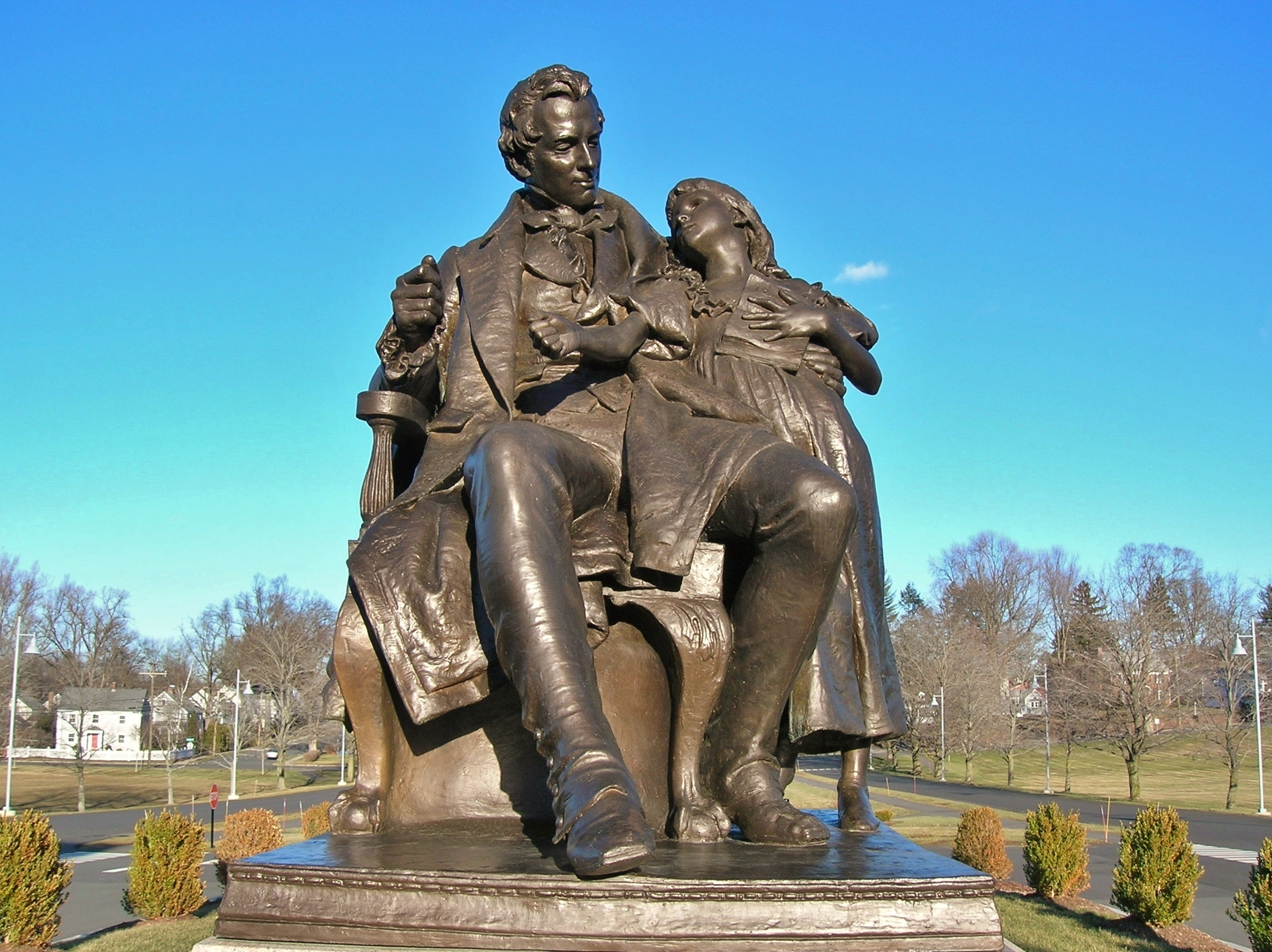
Statue de Thomas Hopkins Gallaudet et Alice Cogswell

Le premier nom de cette école était The Connecticut Asylum (at Hartford) for the Education and Instruction of Deaf and Dumb Persons (traduit en français : L'asile du Connecticut (à Hartford) pour l'éducation et l'instruction des personnes sourdes-muettes).
Le jour d'ouverture, Thomas Hopkins Gallaudet et Laurent Clerc accueillent sept premiers sourds: Alice Cogswell, George Loring, Wilson Whiton, Abigail Dillingham, Otis Waters, John Brewster, et Nancy Orr. Sophia Fowler y étudie en 1817.
Durant l'hiver 1818-1819, l'école devient la première école de l'enseignement primaire et secondaire à recevoir une aide du gouvernement fédéral, qui débourse 300.000 dollars. Laurent Clerc est le premier professeur sourd à l'école jusqu'en 1858 et Thomas Hopkins Gallaudet occupe les fonctions de directeur jusqu'en 1830 avant de démissionner[réf. souhaitée].

## National Theatre of the Deaf
En 2004, le Théâtre National des Sourds (ATN) a déménagé son siège social sur le campus de l'école américaine pour les sourds.